# Neutronenaktivierung
Neutronenaktivierung ist ein Vorgang, bei dem Materialien durch Neutronenstrahlung radioaktiv werden.
Die Kernreaktion, auf der die Aktivierung beruht, ist meist der Einfang eines thermischen Neutrons. Das dadurch entstehende nächstschwerere Isotop des betreffenden Elements ist in vielen Fällen radioaktiv. Auch andere Kernreaktionen – meist durch schnelle Neutronen ausgelöst – können zu radioaktiven Produktkernen führen. Durch die Halbwertszeit und das Energiespektrum ihrer Gammastrahlung (siehe Gammaspektroskopie) sind diese Radionuklide qualitativ und quantitativ gut bestimmbar.
Müssen Bauteile, die hohem Neutronenfluss (z. B. in Kernspaltungs- und Fusionsreaktoren) ausgesetzt sind, wegen Strahlenschadens ausgetauscht werden, sind sie wegen der Neutronenaktivierung meist als radioaktiver Abfall zu behandeln. Bei der Materialauswahl für solche Bauteile ist es wichtig, den Einfangsquerschnitt, aber auch die Strahlungsart und Halbwertszeit des entstehenden Radionuklids zu beachten.

## Anwendungsfälle/Beispiele
- Die z. B. in einer Aluminiumfolie hervorgerufene Neutronenaktivierung kann zum Nachweis freier Neutronen dienen. Auch Kugelmesssysteme in Kernreaktoren nutzen die Neutronenaktivierung.
- Die lange anhaltende Strahlung nach einer Atombomben-Explosion ist hauptsächlich auf die Neutronenaktivierung des im Explosionsbereich befindlichen Materials zurückzuführen.
- Die Neutronenaktivierung wird für den Nachweis von Spurenelementen eingesetzt (siehe Neutronenaktivierungsanalyse). Dazu ist die Entnahme oder gar das Auflösen einer Probe unnötig. Das Verfahren kann daher auch für Objekte angewendet werden, die nicht beschädigt werden dürfen (z. B. wertvolle Kunstwerke). Das Objekt wird dabei zwar radioaktiv, aber diese Aktivität kann meist sehr gering gehalten werden. In diesem Sinn ist die Neutronenaktivierung eine zerstörungsfreie Analysemethode. Die Nachweisgrenze ist für jedes Element spezifisch; bei Eisen beträgt sie 10−7 g, bei Gold 10−13 g.